# Paraíso (serie de televisión del 2000)
Paraíso es una serie española de carácter estival ambientada en las dependencias de un hotel de lujo situado en la República Dominicana, que emitió La 1 de TVE en verano entre 2000 y 2003.

## Argumento
La trama de la serie transcurre en el Hotel Bahía Príncipe, situado en la República Dominicana, y trata principalmente sobre las relaciones profesionales, amistosas y amorosas del personal del hotel y los huéspedes, que muchas veces llegan a entrelazarse.
El Bahía Príncipe está dirigido por Raúl Medina (Luis Fernando Alvés), acompañado por su equipo. Dentro de este, destacan especialmente Isabel Bermúdez (Esperanza Campuzano), la doctora del hotel y pareja de Raúl; Paula Santos (Patricia Vico), agente de relaciones públicas, que ama en secreto a Raúl; los recepcionistas María (Dairene Aba) y Roberto Frías (Ramón Lillo); el jefe de seguridad Garrido (Jesús Ruymán) y los animadores Nico (Erinson Veras) y Jessica (Michelle Aix Peralta).
En las distintas temporadas se fueron incorporando distintos actores como Ana Turpin (Diana), Bárbara Elorrieta (Lidia), Octavi Pujades (Guillermo), Luis Lorenzo Crespo (Daniel), Pilar Soto (Cris), Carolina Cerezuela (Susi) o Lorena Bernal (Victoria), como animadores y recepcionistas del hotel.

## Reparto
El elenco fijo estaba compuesto por tres actores principales más otro grupo de personajes de menor protagonismo.
- Luis Fernando Alvés (Raúl)
- Alcides Asenjo (pescador)
- Esperanza Campuzano (Isabel Bermúdez)
- Patricia Vico (Paula Santos)
- Ramón Lillo (Roberto Frías)
- Dairene Aba (María)
- Jesús Ruyman (Garrido)
- Alfredo Villa (Tony)
- Erinson Veras (Nico)
- Lorena Bernal (Victoria)
- Pilar Soto (Cristina)
- Ana Turpin (Diana)
- Carolina Cerezuela (Susi)
- Bárbara Elorrieta (Lidia)
- Laura Ramos (Mariana)
- Luis Lorenzo Crespo (Daniel)
- Octavi Pujades (Guillermo)
- Michelle Alix Peralta (Jessica)
- María Fernanda Palacios (Lucre)

### Cameos
Al ambientarse en un hotel, el plantel de la serie permitía incluir varios actores episódicos, prácticamente siempre actores famosos que interpretaban a clientes españoles en el hotel.
- Carlos Castel (Rubén)
- Andreas Muñoz (Hijo de Ramón Langa)
- María Adánez (Laura)
- Marián Aguilera (Begoña)
- María José Alfonso (Sara)
- Chisco Amado (Marco)
- Simón Andreu (Eduardo)
- Nela Aragón (Patricia)
- Arévalo (Arturo)
- Luis Ángel Priego (Rodrigo)
- Neus Asensi (Suchi)
- Aurora Bautista (Marta)
- Zoe Berriatúa (David)
- Txema Blasco (Don Anselmo)
- Manolo Cal (Juan)
- José Carabias (Pedro)
- José Guillermo Cortines (Carlos)
- Aurora Carbonell (Sara)
- Luis Herrera Llenas (Gringo mafioso)
- Remedios Cervantes (Luisa)
- Lia Chapman (Melissa)
- José Conde (Héctor)
- Gemma Cuervo (Marta)
- Teté Delgado (Berta)
- María Fernanda D'Ocón (Aurora)
- Nicolás Dueñas (Reinaldo)
- Carme Elías (Silvia)
- Xabier Elorriaga (Leopoldo)
- Yaiza Esteve (Elisa)
- Fiorella Faltoyano (Carlota)
- Gorka Moreno (Javier)
- Dafne Fernández (Irene)
- Andoni Ferreño (Álvaro)
- Lola Forner (Sonia)
- Paca Gabaldón (Aurora)
- Manuel Galiana (Ernesto)
- Saturnino García (Alfonso)
- Teresa Gimpera (Rosario)
- Agustín González (Eduardo)
- Ana Gracia (Pilar)
- Malena Gracia (Marga)
- Alejandra Grepi (Hortensia)
- Andrea Guardiola (Elena)
- Fernando Guillén (Julio)
- Lola Herrera (Carmen)
- Cristina Higueras (Marta)
- Lucía Hoyos (Susana)
- Fernando Huesca (Claudio)
- Anne Igartiburu (Arantxa)
- Carlos Iglesias (Damián)
- Duna Jové (Chiqui)
- María Kosty (Sandra)
- Jaime Menéndez Lorente (Mario)
- Chus Lampreave (Gertrudis)
- Ramón Langa (Roberto)
- Alfonso Lara (Evaristo)
- Àngel Llàcer (Conrado)
- Mabel Lozano (Amanda)
- Manuel Lozano (Héctor Aníbal)
- César Lucendo (Sergio)
- Soledad Mallol (Soledad)
- Manuel Manquiña (Domingo)
- Kiti Mánver (Irene)
- Silvia Marsó (Lucía)
- Diego Martín (Juan)
- Elisa Matilla (Chari)
- Sofía Mazagatos (Emma)
- Verónica Mengod (Virginia)
- Francisco Merino (Luis)
- Luis Merlo (Luis)
- Raquel Meroño (Elvira)
- Iñaki Miramón (Enrique)
- Guillermo Montesinos (Rogelio)
- Marlène Mourreau (Mónica)
- Naím Thomas (Cristóbal)
- Santiago Nogués (Carlos)
- Melani Olivares (Virginia)
- Guillermo Ortega (Luis)
- Sergio Otegui (David)
- Elsa Pataky (Luisa)
- Jordi Cadellans (Pedro)
- Chema León (Rafael)
- Jesús Puente (Inocencio)
- Pilar Punzano (Mara)
- Juan Ribó (Tedy)
- Marco Martínez (Álvaro)
- Pablo Rivero (Francisco)
- Natalia Robres (Natalia)
- Jorge Roelas (Felipe)
- Alejandro Zafra (Arturo)
- Lluvia Rojo (Clara)
- Marisol Rolandi (Manuela)
- Esperanza Roy (Elisa)
- Mercedes Sampietro (Dolores)
- José Sancho (Arturo)
- Conrado San Martín (Enrique)
- José Luis Fernández (Antonio)
- Rodolfo Sancho (Rafael)
- Aitor Legardón (Ángel)
- Nadia de Santiago (Carmen)
- Assumpta Serna (Alicia)
- Isabel Serrano (Amanda)
- Julieta Serrano (Inés)
- Críspulo Cabezas (Daniel)
- Nathalie Seseña (Yeye)
- Carlos Sobera (Eduardo)
- Amparo Soler Leal (Amelia)
- Bruno Squarcia (Simón)
- Miguel Ángel Valcárcel (Guillermo)
- Marcos Cedillo (Sergio)
- Máximo Valverde (Antonio)
- Víctor Valverde (Jordi)
- José Luis López Vázquez (José)
- Miguel Foronda (Martín)
- Penélope Velasco (Raquel)
- Pilar Velázquez (Isabel)
- Josema Yuste (Pedro)
- Manuel Zarzo (Víctor)
- Alfredo Villa (Toni)

## Equipo técnico
- Producción: Coral Europa & Origen.
- Directores: Javier Elorrieta y Chus Delgado.
- Productor Ejecutivo: Juan Baena.
- Director de Producción: Francisco Bellot.
- Director de Fotografía: Eduardo Suárez.
- Coordinación de Guiones: Nuria Dufour y Eduardo Galán.
- Guionistas: Jesús Delgado, Frank Palacios y Pedro Gómez.
- Música: Juan Carlos Cuello.
- Comunicación y Relaciones Externas: Mariano Zardoya.
- Coordinadora de Prensa: Patricia Guijarro.
- Postproducción de audio: Salva López.
- Montaje: Luis Villar.

## Audiencias

### Temporadas
| Temporada | Episodios | Estreno             | Final                    | Audiencia media    | Audiencia media |
| Temporada | Episodios | Estreno             | Final                    | Espectadores       | Cuota           |
| --------- | --------- | ------------------- | ------------------------ | ------------------ | --------------- |
| 1         | 7         | 26 de julio de 2000 | 6 de septiembre de 2000  | 2.600.000 (aprox.) | 23,3%           |
| 2         | 13        | 5 de julio de 2001  | 6 de septiembre de 2001  | 2.479.000          | 22,7%           |
| 3         | 11        | 11 de julio de 2002 | 19 de septiembre de 2002 |                    | 20,4%           |
| 4         | 11        | 17 de julio de 2003 | 18 de septiembre de 2003 |                    |                 |
| Total     | 42        | 26 de julio de 2000 | 18 de septiembre de 2003 |                    |                 |

### Episodios
| N.⁰ (serie)          | N.⁰ (temp.)          | Título                            | Fecha de emisión         | Audiencia            |
| 1.ª temporada (2000) | 1.ª temporada (2000) | 1.ª temporada (2000)              | 1.ª temporada (2000)     | 1.ª temporada (2000) |
| -------------------- | -------------------- | --------------------------------- | ------------------------ | -------------------- |
| 1                    | 1                    | «El amor está en el aire»         | 26 de julio de 2000      | (24,8%)              |
| 2                    | 2                    | «Por los viejos tiempos»          | 2 de agosto de 2000      |                      |
| 3                    | 3                    | «Tres historias de amor»          | 9 de agosto de 2000      |                      |
| 4                    | 4                    | «El momento de la verdad»         | 16 de agosto de 2000     |                      |
| 5                    | 5                    | «Las cenizas de Lourdes»          | 23 de agosto de 2000     | 2.447.000            |
| 6                    | 6                    | «Secretos»                        | 30 de agosto de 2000     | 3.297.000 (26,6%)    |
| 7                    | 7                    | «Laura»                           | 6 de septiembre de 2000  |                      |
| 2.ª temporada (2001) |                      |                                   |                          |                      |
| 8                    | 1                    | «Pandora y el dragón»             | 5 de julio de 2001       |                      |
| 9                    | 2                    | «El mal de coco»                  | 5 de julio de 2001       |                      |
| 10                   | 3                    | «Vudú»                            | 12 de julio de 2001      | 2.539.000            |
| 11                   | 4                    | «Despedida de solteras»           | 19 de julio de 2001      | 2.918.000            |
| 12                   | 5                    | «El guardaespaldas»               | 26 de julio de 2001      |                      |
| 13                   | 6                    | «La ballena varada»               | 2 de agosto de 2001      | 2.431.000            |
| 14                   | 7                    | «Encuentros»                      | 9 de agosto de 2001      | 2.181.000            |
| 15                   | 8                    | «No estamos locos»                | 16 de agosto de 2001     | 2.169.000            |
| 16                   | 9                    | «La música del corazón»           | 23 de agosto de 2001     |                      |
| 17                   | 10                   | «Mascarada»                       | 30 de agosto de 2001     |                      |
| 18                   | 11                   | «La cigüeña no vino de París»     | 30 de agosto de 2001     |                      |
| 19                   | 12                   | «Hermanas»                        | 6 de septiembre de 2001  |                      |
| 20                   | 13                   | «Algunos hombres desesperados»    | 6 de septiembre de 2001  |                      |
| 3.ª temporada (2002) |                      |                                   |                          |                      |
| 21                   | 1                    | «El ángel»                        | 11 de julio de 2002      | 1.987.000 (15,6%)    |
| 22                   | 2                    | «El cebo»                         | 18 de julio de 2002      | 2.653.000 (22,6%)    |
| 23                   | 3                    | «Las palabras entonces no sirven» | 25 de julio de 2002      | 2.184.000 (20,1%)    |
| 24                   | 4                    | «El tesoro»                       | 1 de agosto de 2002      | 2.407.000 (21,1%)    |
| 25                   | 5                    | «¿Todo lo que tengo es tuyo?»     | 8 de agosto de 2002      | 2.214.000 (20,6%)    |
| 26                   | 6                    | «El relevo»                       | 15 de agosto de 2002     | 1.828.000 (19,1%)    |
| 27                   | 7                    | «Tormenta sobre el paraíso»       | 22 de agosto de 2002     | 2.227.000 (20,4%)    |
| 28                   | 8                    | «Aguas revueltas»                 | 29 de agosto de 2002     | 2.489.000 (20,8%)    |
| 29                   | 9                    | «Desaparecidos»                   | 5 de septiembre de 2002  | 3.126.000 (22,9%)    |
| 30                   | 10                   | «Amor, celos y algunas cosas más» | 12 de septiembre de 2002 | 2.975.000            |
| 31                   | 11                   | «Secuestradas»                    | 19 de septiembre de 2002 | 2.997.000            |
| 4.ª temporada (2003) |                      |                                   |                          |                      |
| 32                   | 1                    | «Luna nueva»                      | 17 de julio de 2003      | 2.450.000 (19,7%)    |
| 33                   | 2                    | «El billar de los sueños»         | 24 de julio de 2003      | 2.118.000 (19,4%)    |
| 34                   | 3                    | «Brujas de segunda»               | 31 de julio de 2003      | 1.951.000 (17,9%)    |
| 35                   | 4                    | «Hombres y mujeres»               | 7 de agosto de 2003      | 1.975.000 (19,6%)    |
| 36                   | 5                    | «Fenómenos naturales»             | 14 de agosto de 2003     | 1.765.000            |
| 37                   | 6                    | «Una luz al final del túnel»      | 21 de agosto de 2003     | 2.337.000 (21,7%)    |
| 38                   | 7                    | «Fugitivos»                       | 28 de agosto de 2003     |                      |
| 39                   | 8                    | «El poder de la mente»            | 4 de septiembre de 2003  | 3.206.000 (23,4%)    |
| 40                   | 9                    | «El benefactor»                   | 11 de septiembre de 2003 | 3.082.000 (22,6%)    |
| 41                   | 10                   | «Maleta con sorpresa»             | 18 de septiembre de 2003 | 2.856.000 (19,0%)    |
| 42                   | 11                   | «Las aguas en su cauce»           | 18 de septiembre de 2003 |                      |

- Los datos de audiencia han sido obtenidos a través de la hemeroteca del diario ABC.